# Phần mềm giáo dục

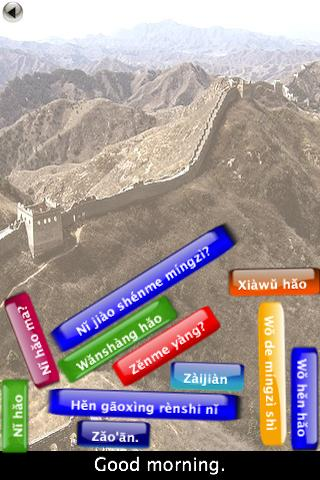
Ảnh chụp màn hình trò chơi giáo dục Chinese Tap trên Android để dạy học tiếng Trung.

Phần mềm giáo dục là phần mềm máy tính có nhiệm vụ chính là hỗ trợ dạy học hoặc tự học.

## Lịch sử

### Giai đoạn 1940 – 1970
Ngay từ đầu những năm 1940, phần cứng và phần mềm đã được sử dụng trong giáo dục và đào tạo, khi đó các nhà nghiên cứu Mỹ phát triển các mô hình tập bay sử dụng máy tính analog để tạo ra các mô phỏng cài đặt trong thiết bị dữ liệu. Một hệ thống thuộc loại này là the type19 synthetic radar trainer được xây dựng vào năm 1943. Từ những cố gắng ban đầu này, trong giai đoạn từ chiến tranh thế giới II đến giữa 1970, phần mềm giáo dục được cài đặt trực tiếp vào phần cứng, thường là các máy tính lớn. Người đi tiên phong trong giai đoạn này là PLATO (1960) được phát triển ở đại học Illinois và TICCIT (1969). Các thiết bị này có giá trên 10.000, chúng vượt ra ngoài khả năng tài chính của hầu hết các cơ quan. Một số ngôn ngữ lập trình trong giai đoạn này, đặc biệt BASIC (1963) và LOGO (1967), có thể dạy cho sinh viên và những người mới làm quen với máy tính. Plato IV, được phát hành vào 1972, hỗ trợ rất nhiều tính năng mà sau này trở thành chuẩn cho phần mềm giáo dục chạy ở máy tính trong gia đình. Những tính năng này gồm có các ảnh đồ họa, tạo ra âm thanh và hỗ trợ các thiết bị vào không qua bàn phím (như là chạm vào màn hình).

### Giai đoạn 1970 - 1980
Sự xuất hiện của máy tính cá nhân, với altair 8800 năm 1975, tạo ra sự thay đổi trong lĩnh vực phần mềm với những ứng dụng cụ thể vào phần mềm giáo dục. Trước 1975, những người sử dụng phải chia sẻ thời gian sử dụng các máy tính lớn của các trường đại học hoặc chính phủ, nhưng với việc xuất hiện máy tính cá nhân thì họ có thể xây dựng vả sử dụng phần mềm cho máy tính ở nhà hoặc ở trường học. Giá máy tính vào khoảng dưới $2000.
Đầu năm 1980, với khả năng của máy tính cá nhân như Commodore PET và Apple II cho phép thành lập các công ty và tổ chức phi lợi nhuận trong lĩnh vực phần mềm giáo dục. Broderbund và Learning Company là những công ty then chốt trong giai đoạn này, MECC (Minnesota Educational Computing Consortium) là một nhà phát triển phần mềm phi lợi nhuận. Những công ty này và các công ty khác đã tạo ra một loạt chức năng của máy tính cá nhân với một loạt các phần mềm ban đầu được phát triển cho Apple II.

## Một số loại phần mềm giáo dục cơ bản

### Giáo dục cho trẻ em và dạy học ở nhà
Một phần lớn các chức năng có thể chạy với tốc độ 1000s được phát triển và phân phối từ giữa 1990 đến nay có mục đính chính là giáo dục tại nhà cho trẻ nhỏ. Sau đó các chức năng này bắt đầu gắn kết nội dung giáo dục với các môn học trong nhà trường (như là chương trình giáo dục quốc gia của Anh). Việc thiết kế các phần mềm giáo dục tại nhà đã bị ảnh hưởng mạnh mẽ bởi khái niệm trò chơi trên máy tính – nói cách khác, chúng được thiết kế để giải trí cũng như là để giáo dục. Tuy nhiên, ở mức độ nhất định thì cần thấy rõ sự khác biệt giữa các chức năng học thực sự (như ở đây) và phần mềm thiên về mặt giáo dục (được trình bay ở sau). Các bậc phụ huynh cần phải biết rõ sự khác biệt này để làm căn cứ lựa chọn.
Các ví dụ sau đây đưa ra các phần mềm giáo dục cho trẻ em. Chúng có tính sư phạm, hướng vào việc dạy đọc viết và các kỹ năng về số học.
- GCompris, phạm vi hoạt động rộng, từ khám phá máy tính đến kiến thức.
- Một loạt phàn mềm của Knowledge Adventure Jumpstart và Math Blaster
- Thỏ tập đọc của The Learning Company và các phần mềm Zoombinis.

•	Học tập tương tác dựa trên các nhân vật hoạt hình như là Winnie-the-Pooh, Aladdin, The Jungle Book và chuột Mickey.
- Các phần mềm Made in Viet Nam nổi tiếng như: Bút chì thông minh, Em tập tô màu, Học toán, Học vần Tiếng Việt... được thiết kế bài bản theo phân phối chương trình của giáo dục Việt Nam.

### Các phần mềm hỗ trợ dạy học ở lớp
Một loại phần mềm giáo dục sau này được thiết kế để sử dụng trong lớp học. Điển hình là các phần mềm được chiếu lên một bảng trắng lớn ở trước lớp và chạy đồng thời trên màn hình các máy tính khác trong phòng. Trong khi giáo viên thường chọn sử dụng phần mềm giáo dục từ các loại khác trong hệ thống IT, một loại phần mềm giáo dục đã phát triển nhanh được mong đợi sẽ trợ giúp việc giảng dạy tại lớp học. Các chức năng của phần mềm thường rất chuyên dụng và do rất nhiều hãng sản xuất, bao gồm các nhà xuất bản sách giáo dục.
The schoolzone.co.uk Guide to Digital Resources, 5th ed. (2005) là một tài liệu hướng dẫn đầy đủ về 500 sản phẩm được lựa chọn và giới thiệu, được phân loại theo môn học của hệ thống các trường UK.

### Phần mềm giải trí mang tính giáo dục
Theo nghĩa rộng, các chương trình giải trí mang tính giáo dục phải có chủ định lồng ghép các trò chơi máy tình và phần mềm giáo dục thành một sản phẩm (do đó có thể bao gồm nhiều chức năng quan trọng được thiết kế dựa trên các phần mềm dạy trẻ em).
Trong phạm vi hẹp hơn được sử dụng ở đây, là các phần mềm giáo dục mà chúng mang tính giải trí nhưng phải hướng đến giáo dục và có phần quản lý của cơ quan giáo dục. Các phần mềm kỉểu này không được cấu trúc theo chương trình ở trường, thông thường không bao gồm các chỉ dẫn học tập và không tập trung vào các kỹ năng cốt lõi như là đọc viết và số học.

### Các phần mềm tham khảo
Nhiều nhà xuất bản từ điển và sách giáo khoa đã sản xuất thêm các phần mềm tham khảo cho dạy học từ giữa những năm 1990. Để tham gia vào thị trường phần phền tham khảo, họ thành lập các công ty và sản xuất các phần mền, điển hình là Microsoft.
Phần mềm tham khảo thương mại đầu tiên được xuất bản ở dạng CD-ROM, thường xuyên được bổ sung thêm các nội dung multimedia, chứa những file nén âm thanh và hình ảnh. Các sản phẩm gần đây sử dụng công nghệ internet, bổ sung thêm cho các sản phẩm CD-ROM, dần dần chúng thay thế hoàn toàn CD-ROM.
Wikipedia và các thành phần của nó (như là Wiktionary) đã tiến thành một định hướng mới về phần mềm tham khảo giáo dục. Trước tiên, sách giáo khoa và từ điển được biên soạn nội dung dựa vào các nhóm chuyên gia được mời. Khái niệm Wiki cho phép phát triển sự cộng tác các việc tham khảo qua việc mở rộng sự cộng tác của các nhà chuyên gia và không chuyên.

### Các phần mềm giáo dục theo đối tượng khách hàng
Một số nhà sản xuất cho rằng màn hình nền máy tính là một môi trường không thích hợp cho các phần mềm giáo dục cho trẻ em và đã tạo ra một nền thân thiện với trẻ em được cài đặt vào phần cứng. Phần cứng và phần mềm được kết hợp với nhau thành một sản phẩm như là laptop có kích thước phù hợp cho trẻ em. Một ví dụ nổi tiếng là sản phẩm Leapfrog. Những sản phẩm này bao gồm các thiết bị điều khiển cầm tay được thiết kế theo tưởng tượng cùng rất nhiều hộp đồ chơi và thiết bị điện tử có hình dạng như cuốn sách có thể mang di lại dễ dạng hơn máy tính sách tay. Nhưng có sự giới hạn về mục đích, chúng chỉ tập trung vào việc dạy đọc viết và số học.

### Các trò chơi có giá trị dạy học
Các trò chơi này ban đầu được xây dựng cho người lớn hoặc trẻ lớn và các nhà phát triển chúng không quan tâm đến tiềm năng ứng dụng của chúng trong dạy học. Sự không quan tâm đến mục đích giáo dục không phải theo nghĩa các phần mềm giải trí mang tính giáo dục. Tuy thế, nhiều trò chơi được đón nhận nồng nhiệt trong một số phạm vi giáo dục và thậm chí là trong việc giảng dạy văn học. Điển hình, một số giá trị giáo dục ở việc mô phỏng các thời kỳ xã hội, lịch sử, kinh tế.
- Trò chơi City-building như là một loạt SimCity (1989-2003) và Caesar I-IV (1993 – 2006 với nhiều sản phẩm phụ)
- Loạt trò chơi Civilization (1991-2005)

### Phần mềm trong lĩnh vực đào tạo tập trung và giáo dục đại học hoặc cao đẳng
Các phần mềm giáo dục đầu tiên trong lĩnh vực giáo dục đại học (cao đẳng) và tập trung được thiết kế chạy trên máy tính đơn (hoặc các thiết bị cầm tay). Lịch sử của các phần mềm này được tóm tắt trong SCORM 2004 2nd edition Overview (phần 1.3), không may là ngày tháng thì không chính xác. Trong những năm sau 2000, các nhà lập kế hoạch đã quyết định chuyển thành các ứng dụng dựa trên sever với sự chuẩn hóa mức độ cao. Tức là các phần mềm giáo dục chính thức chạy trên sever, hàng trăm hoặc hàng nghìn người từ rất xa có thể là người sử dụng đồng thời. Những người sử dụng này chỉ yêu cầu từng phần nhỏ trong module dạy học hoặc kiểm tra, thông qua hệ thống mạng. Phần mềm trên sever quyết định những tài liệu học tập nào để phân phối, thu lượm kết quả và hiện thị quá trinh đến nhiệm vụ dạy học. Các hệ thống xác thực và phê chuẩn của chính phủ Mỹ chắc chắn sẽ có sự chuyển hướng nhanh chóng sang cách mới trong việc quản lý và phân phối các tài liệu học tập.
Tham khảo thêm:
- Web-based training (WBT)
- Virtual learning environment, LMS (learning management system)
- SCORM

### Các phần mềm có mục đích dạy học chuyên dụng
Bao gồm:
- Phần mềm dạy ngôn ngữ (Kverbos, Verbix, hoặc English in a Flash, for example)
- Typing tutors (Mario Teaches Typing hoặc Mavis Beacon)
- Medical & Dental Encyclopedia elearning software(Phần mềm y khoa và nha sĩ)
- Driving test software
- Software for enabling simulated dissection of human and animal bodies (used in medical and veterinary college courses); cf. April Kung, "The Case for Educational Software in the Life Sciences" (2004) Lưu trữ ngày 6 tháng 7 năm 2013 tại Wayback Machine
- Interactive geometry software
- Medical and healthcare educational software

## Các sản phẩm và các nhà cung cấp
- Jill Stolzfus, "Overview of Education Software Companies" (Latest update: 2005?)
- Adventus Interactive
- Broderbund
- Davidson & Associates
- Dorling Kindersley
- Edmark
- Inspiration Software
- Knowledge Adventure
- The Learning Company
- Renaissance Learning (software)
- Software MacKiev
- Medical simulation software
- Healthcare Net
- Idigicon